# Паломбара-Палацо (Терни)
Паломбара-Палацо је насеље у Италији у округу Терни, региону Умбрија.
Према процени из 2011. у насељу је живело 138 становника. Насеље се налази на надморској висини од 412 м.